# Heracles
Heracles (tiếng Hy Lạp: Ηρακλης - Herakles, trong thần thoại La Mã, vị anh hùng này được gọi là Hercules, phiên âm: Hê- cra- lét) là một bán thần và là con của Thần Zeus, tên ông được đặt cho chòm sao Hercules. Những chiến công của Heracles vang dội khắp bốn phương, mang ý nghĩa sâu sắc, tượng trưng cho sức mạnh chinh phục thiên nhiên của con người thời xưa.

## Thời niên thiếu
Vào thời điểm lúc bấy giờ, thần Zeus đang đau đầu vì lời phán truyền của những nữ thần Số Mệnh: đỉnh Olympia sẽ bị xâm lăng bởi những Gigantos - Đại Khổng Lồ và khi ấy chỉ có một vị anh hùng kiệt xuất người trần gian mới giúp được. Zeus liền xuống trần, giả dạng chồng của Alcmene để ái ân với Alcmene dài gấp ba lần đêm bình thường, bởi Zeus đã ra lệnh cho thần Mặt Trời không được mọc như hàng ngày. Mấy hôm sau, Amphitryon, chồng thật của Alcmene trở về từ chiến trường, thấy thái độ của vợ khác thường, đâm ra nghi ngờ lòng chung thủy của vợ. Cuối cùng, Amphitrion quyết định đến đền thờ xin lời chỉ dẫn. Được lời phán truyền làm yên lòng, Amphitrion dẹp bỏ mối lo về Alcmene.
Một thời gian sau, Alcmene có mang và sinh đôi: Một đứa con trai của Amphitryon là Iphicles và một đứa con trai của Zeus là Heracles, tuy nhiên lúc này cậu bé có tên Alcides. Nhưng vào lúc đó nữ thần Hera cũng biết được tin tức về cuộc tình vụng trộm này, vốn bản tính ghen tuông sẵn có, Hera đã giở thủ đoạn để trả thù: đầu tiên, bà ta chọn lúc thần Zeus đang vui mà bắt thần hứa rằng sẽ trao ngôi báu của xứ Mycenae cho một hậu duệ thuộc dòng dõi người anh hùng Perseus (vừa là tổ tiên bên ngoại, vừa là anh trai cùng cha khác mẹ của Heracles) ra đời sớm nhất trong tương lai và nhận được sự chấp thuận của Zeus, vì Zeus tin chắc rằng đứa con của mình sẽ ra đời sớm nhất. Sau đó bà ta sai nữ thần Ilithi chuyên phụ trách việc sinh nở xuống trần gian đẩy nhanh việc sinh nở của hoàng hậu thuộc xứ Mycenae, cũng đang mang thai một hậu duệ thuộc dòng Perseus, và vị hoàng hậu đó đã sinh ra Eurystheus, người sau này sẽ phụ trách việc đày đọa Heracles trong 12 năm nhưng cũng góp phần gián tiếp tạo nên 12 chiến công hiển hách, vĩ đại của Heracles, mặc dù hắn mới nằm trong bụng mẹ có 7 tháng. Việc này khiến cho thần Zeus dù rất giận dữ, nhưng cũng không thể làm gì khác vì thần Zeus phải tuân thủ lời hứa của mình, và buộc phải chấp nhận trao ngôi báu cho Eurystheus ốm yếu.
Zeus rất đỗi vui mừng vì có một cậu con trai. Vào một đêm nọ, thần xuống trần bế chú bé Heracles lên cung điện Olympus, lén đặt vào lòng nữ thần Hera để bú trộm sữa. Khi Hera phát hiện Heracles và đẩy phắt cậu ra thì cậu đã bú gần no. Tương truyền lúc Hera đẩy cậu ra, sữa của nữ thần văng khắp bầu trời, tạo thành sông Ngân Hà. Nhờ được uống sữa của Hera mà sau này cậu bé mới trở nên bất tử. Vì vậy, thần Zeus đặt tên mới cho cậu bé là "Heracles", có nghĩa "Vinh quang của Hera".

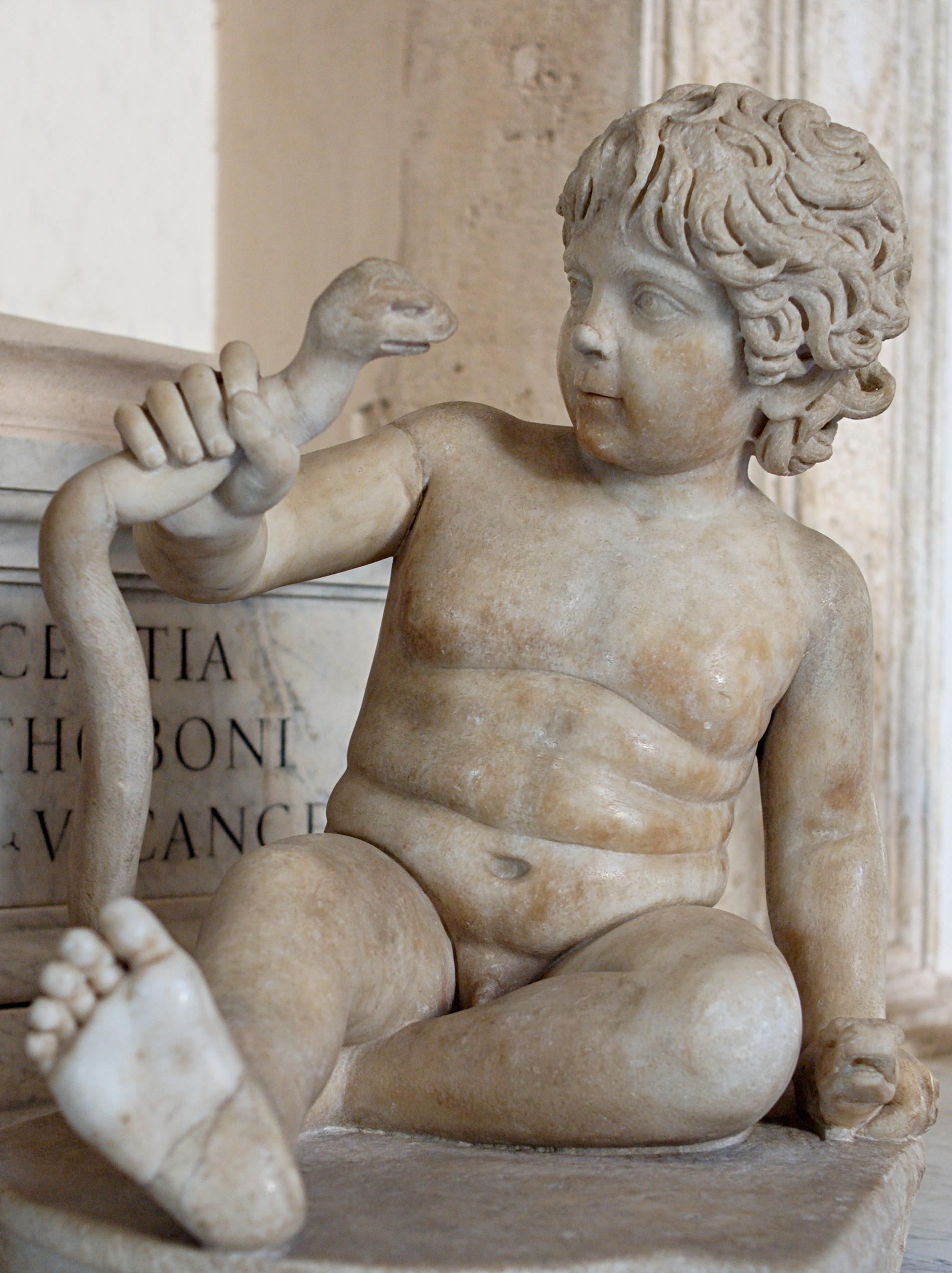
Heracles bóp chết rắn ngay khi còn trong nôi

Nữ thần Hera thù ghét Heracles, ngay đêm đó đã sai hai con rắn bò vào nôi của hai đứa trẻ để mổ chết Heracles. Iphicles khóc thét khiến hai vợ chồng Amphitryon chạy tới. Họ nhìn thấy một cảnh tượng kì lạ: Heracles đang cầm hai con rắn trên hai tay và bóp cổ chúng cho tới chết.
Ngay từ hồi sơ sinh, Heracles đã bộc lộ sức mạnh phi thường. Lớn lên, cậu được theo học cách điều khiển xe ngựa, võ thuật, cung tên... và cả âm nhạc, nghệ thuật, khoa học. Heracles vô cùng hứng thú với các môn võ nghệ, tiếc thay về khoa học và nghệ thuật, cậu rất lười và học dốt thậm tệ các môn này. Thầy giáo dạy nhạc trong một lần giận dữ vì Heracles không thuộc bài nên giơ tay đánh cậu. Heracles nổi cáu, vớ cây đàn lia (có người bảo là cái ghế), đánh vào đầu thầy. Không may, thầy dạy nhạc ngã xuống chết do đòn đánh quá mạnh. Người cha dượng Amphitrion lo sợ Heracles sẽ lại gây ra tội lỗi nên gửi cậu đến chỗ nhân mã Chiron - người từng dạy dỗ biết bao nhân tài của đất Hi Lạp. Ông hi vọng cảnh thanh bình trên núi cao sẽ làm dịu đi bản tính nóng nảy của con mình, hơn nữa như thế cũng hợp với sự phóng khoáng và hiếu động của cậu bé. Ở trên núi với thầy Chiron, Heracles dần trở thành học trò xuất sắc nhất về cả võ nghệ lẫn cung tên. Năm 18 tuổi, Heracles đã trở thành một chàng thanh niên khỏe mạnh, lực lưỡng, cao to, chàng từ giã thầy xuống núi, bắt đầu sự nghiệp giúp đỡ dân lành.

## Những chiến công đầu tiên & bi kịch gia đình
Trước khi lập nên mười hai kì tích, Heracles đã tiêu diệt được một con sư tử ở vùng Chiteron. Con sư tử này vừa to lớn vừa hung dữ, nó đã tàn sát vô số người dân vô tội. Nó cũng bắt đi gia súc. Heracles dù lúc này mới mười tám tuổi nhưng chàng đã tình nguyện đi diệt trừ ác thú. Chàng đã phải mất năm mươi ngày mới hạ nổi con sư tử bằng cách dùng chùy để giết nó. Sau đó được nhà vua xứ Chiterin (Thespius)  gả 50 người con gái cho. Cuộc săn lùng sư tử kéo dài năm mươi ngày, và trong mỗi đêm đi săn, Heracles ngủ với mỗi người trong số 50 cô con gái.
Chàng còn hỗ trợ quân thành Thebes chiến thắng quân xâm lược. Đó chính là hai chiến công lớn đầu tiên của Heracles.
Vua thành Thebes là Creon biết ơn Heracles nên đã gả con gái là công chúa Megara cho chàng. Gia đình Heracles rất hạnh phúc và đầm ấm, hai vợ chồng còn sinh được ba người con trai (có nguồn kể rằng sinh được những tám người con). Nhưng tai họa đã đổ ập xuống đầu họ vì Hera vẫn mang trong lòng mối căm ghét con riêng của Zeus. Nữ thần giáng một cơn điên cuồng kì lạ vào Heracles, làm chàng mất hết lý trí và ra tay sát hại tất cả vợ con mình. Đến khi tỉnh lại thì mọi thứ đã quá muộn, Heracles chỉ còn biết ôm lấy xác người thân mà khóc. Chàng đến khấn cầu thần Apollo ở đền Delphi, mong được ban cho lời chỉ dẫn để tẩy trừ tội lỗi của bản thân. Thần Apollo phán với Heracles rằng chàng sẽ phải làm nô lệ cho nhà vua Eurystheus xứ Mycenae trong 12 năm và trong 12 năm đó, chàng sẽ lập được mười hai kỳ công vĩ đại. Vì vậy, Heracles đành nộp mình làm nô dịch cho Eurystheus.
Sau khi Heracles đã hoàn thành được mười hai kỳ công, chàng còn lập nhiều kì công khác như tham gia vào đoàn 50 người anh hùng của tàu Argonauts đi đoạt lại bộ lông cừu vàng, đánh hạ thành Troy,...
Trong một chuyến đi, vợ chàng - Deianira - bị nhân mã Nessus bắt cóc. Heracles đã bắn mũi tên tẩm máu độc của con long xà ở Lerna để hạ Nessus. Trước khi chết, Nessus lừa Deianira lấy máu của anh ta tẩm vào một chiếc áo và nói rằng đó là bùa yêu, chỉ cần đưa cho Heracles mặc thì chàng sẽ yêu cô suốt đời. Heracles sau khi mặc chiếc áo thì bị nhiễm chất độc, vô cùng đau đớn và đã nhờ tráng sĩ Philoctetes - một tay cung nổi tiếng - hỏa thiêu chàng với cái giá là bó cung tẩm chất độc của con long xà ở Lerna.
Sau khi Heracles chết, thần Zeus - cha chàng - đã biến chàng thành một vị thần bất tử theo thỏa thuận với nữ thần Hera. Heracles từ đó sống với các vị thần bất tử trên đỉnh Olympus. Chàng còn góp công rất lớn trong trận chiến của các vị thần với các Gigantos, để trả ơn chàng cũng như hóa giải mối thù hận lâu năm, Hera đã gả con gái mình là nữ thần Hebe cho Heracles.

## Mười hai kỳ công của Heracles

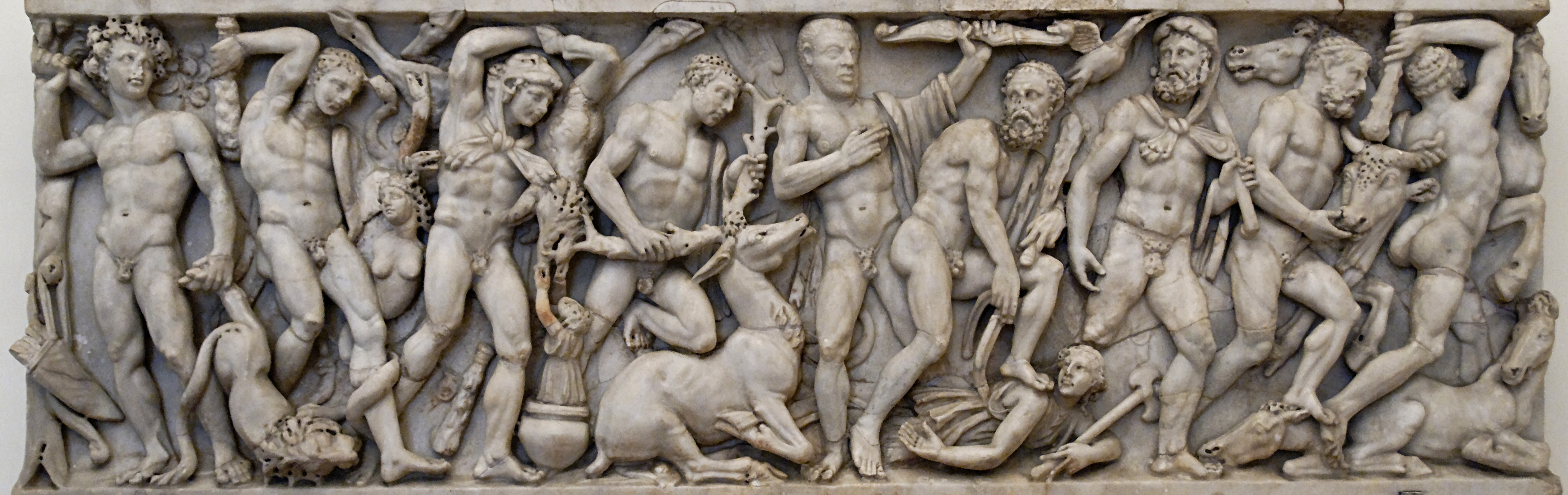
12 kỳ công

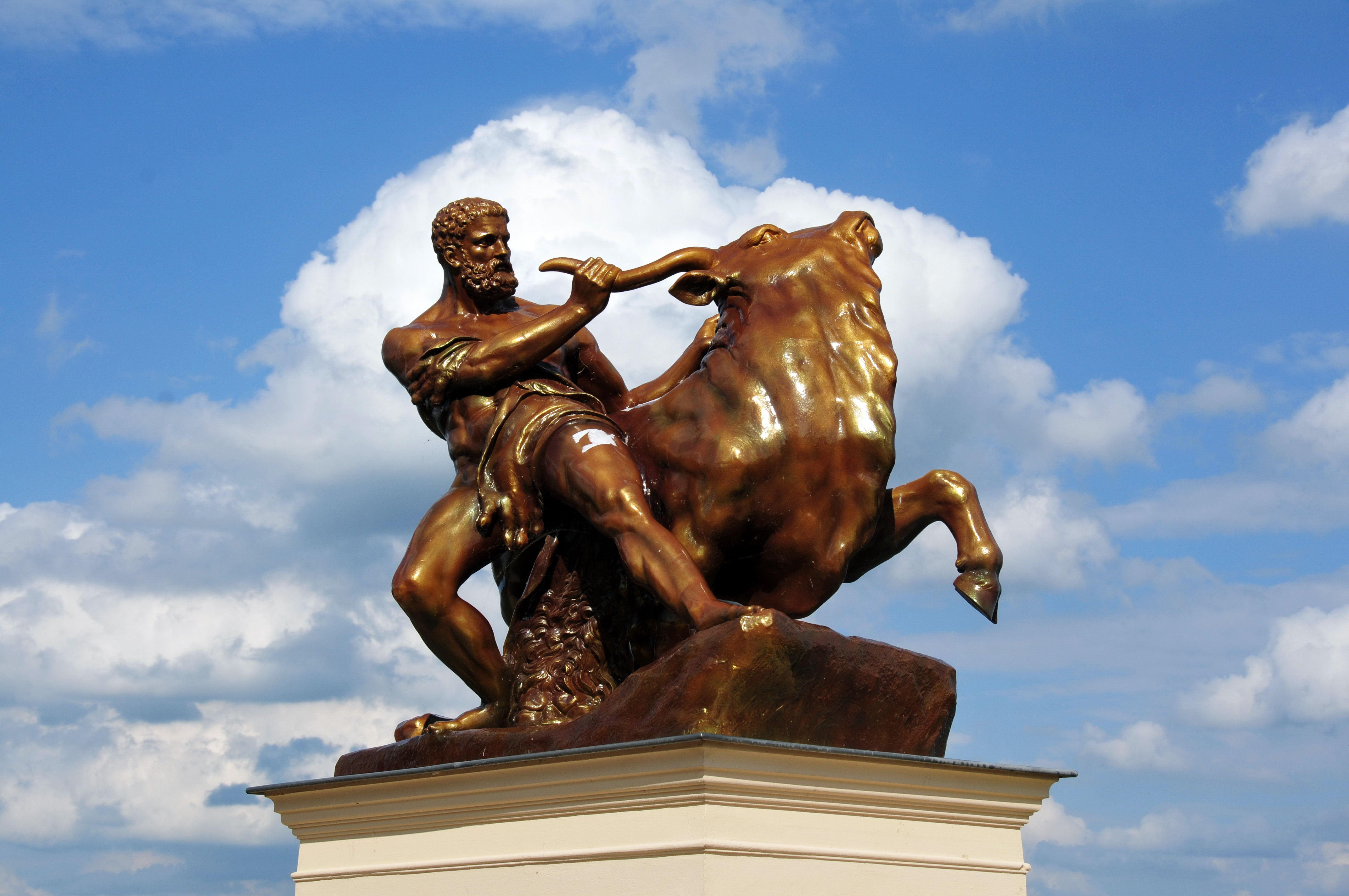

Heracles nổi tiếng nhất với Mười hai kỳ công khi phải làm nô lệ cho vua Eurystheus để chịu sự trừng phạt cho việc giết vợ con của mình - một hành động là kết quả của một cơn điên do Hera gây nên. Mười hai kỳ công của Heracles, theo thứ tự về thời gian, là:
1. Giết con Sư tử Nemea
2. Giết Quái vật Hydra ở Lerna
3. Bắt sống con Hươu cái ở Cerynaea của Artemis
4. Bắt sống con lợn lòi núi Erymanthus
5. Dọn sạch chuồng bò của Augeas
6. Diệt đàn chim và con Ác điểu Stymphalus
7. Bắt sống con Bò mộng đảo Crete
8. Đoạt Bầy ngựa cái của Diomedes
9. Đoạt chiếc Thắt lưng của Hippolyta, nữ hoàng bộ tộc Amazon
10. Đoạt đàn bò của Geryon
11. Đoạt những quả Táo vàng của chị em Hesperides
12. Bắt con chó ba đầu Cerberus

Do thần thoại có một số dị bản nên ở mỗi dị bản, thứ tự các chiến công có khác nhau đôi chút.